# Anurogryllus toltecus
Anurogryllus toltecus är en insektsart som först beskrevs av Henri Saussure 1874.  Anurogryllus toltecus ingår i släktet Anurogryllus och familjen syrsor. Inga underarter finns listade i Catalogue of Life.